# Jin Tingbiao

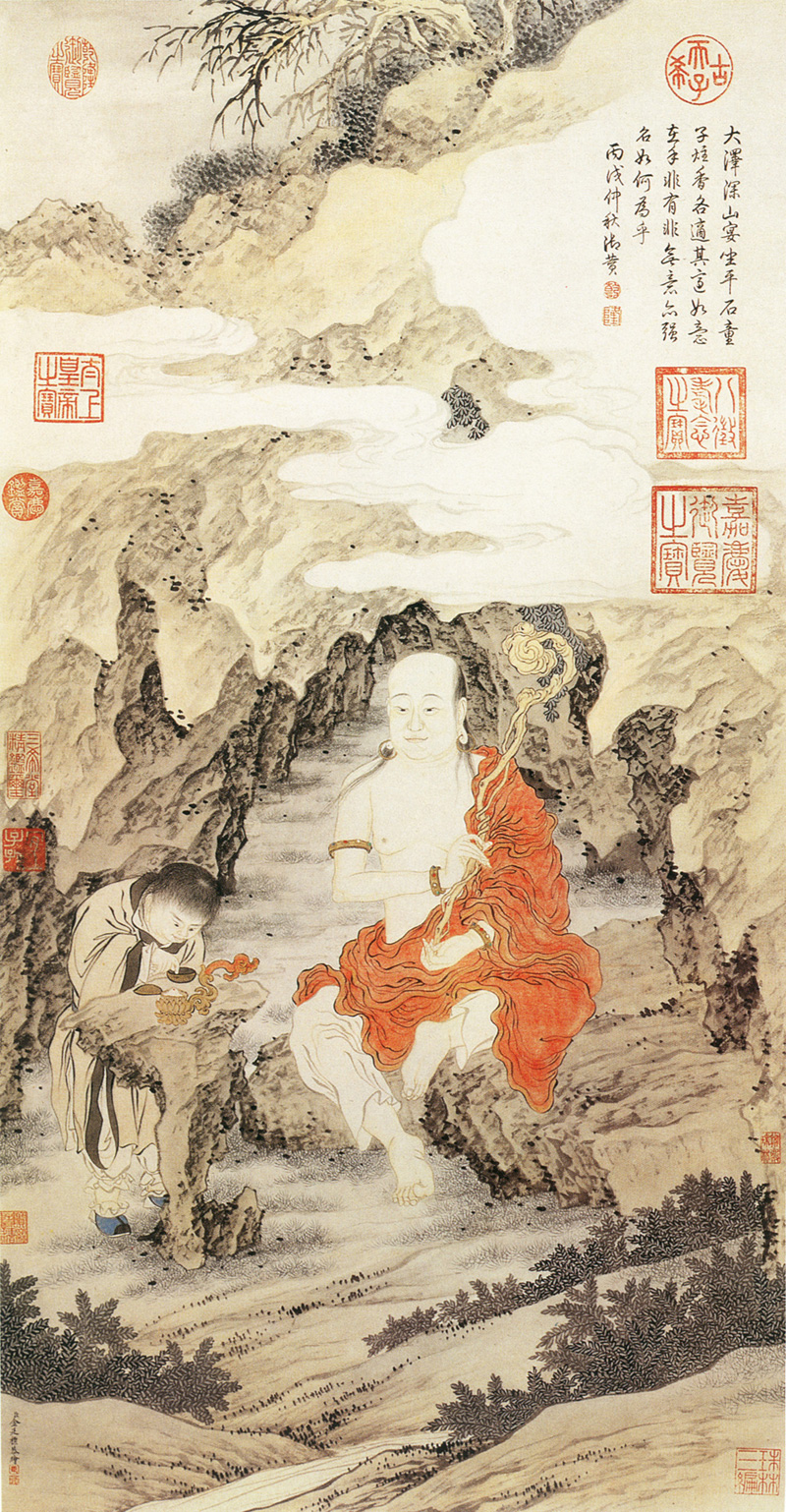
"Arhat budista", Museu del Palau de Pequín

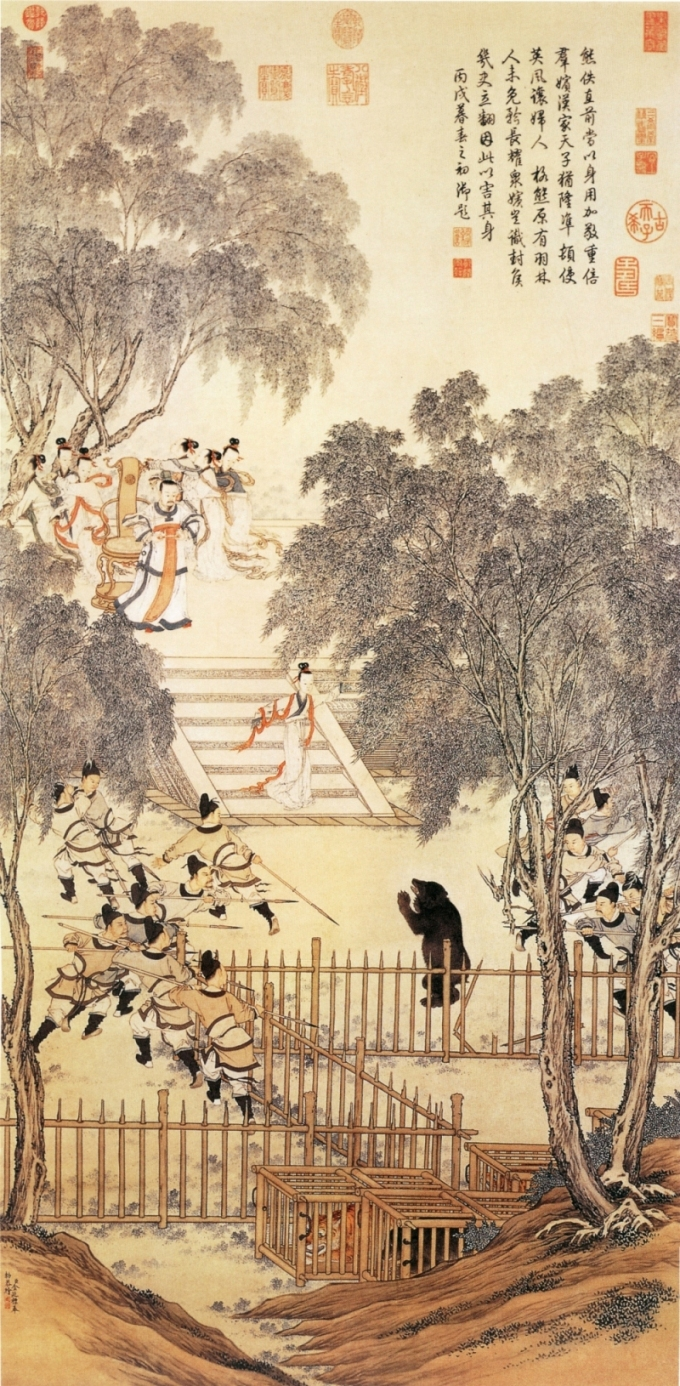
Jieyu lluitant contra un os, Museu del Palau de Pequín

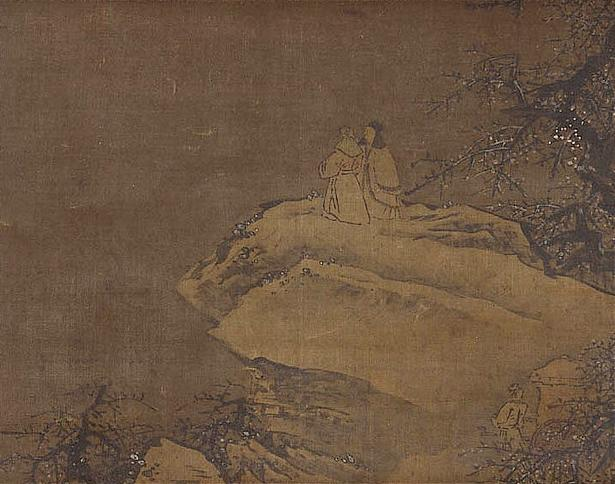
“Disfrutant de la bellesa del paisatge”, realitzat amb tinta i aquarel·la sobre seda Museu Nacional de Varsòvia

Jin Tingbiao (xinès simplificat: 金廷标; xinès tradicional: 金廷標; pinyin: Jīn Tíngbiāo) fou un pintor xinès que va viure sota la dinastia Qing.
Són poques les dades que es tenen d'aquest artista. Originari de Wucheng, província de Zhejiang. Se sap de la seva activitat artística entre els anys 1720 i 1760 (aproximadament). Considerat un pintor versàtil, va tractar temes històrics i fou cèlebre per les seves pintures de paisatges, ocells i flors. Juntament amb Ding Guanpeng, Tang Dai, Shining Lang i Zhang Zongcang formà part del grup més destacat de l'”Acadèmia de Pintura de la Cort”. Entre les seves obres que es conserven cal mencionar: el retrat del “Ministre imperial de la Guerra” i “L'emperador Qianglong gaudint de la bellesa del paisatge”.